# Ham VolKan
Ham VolKan (født, Volkan Silvestris d. 3. oktober 1994) er en dansk rapper med italienske og tyrkiske rødder. 
Volkan har rappet og skrevet tekster igennem flere år, men gjorde sig først rigtig bemærket da hans video (Rap I Bilen) på Facebook gik viralt i sommeren 2015. Videoen blev vist mere end 500.000 gange og delt mere end 2.500 gange. Senere samme år debuterede han med singlen "Big & Pac".
I marts 2016 udgav Ham VolKan singlen "Overhovedet".
Volkan udgav i sommeren 2016 singlen "Bimmer Ella Benza" med tilhørende musikvideo. Singlen gik på Hitlisten med en placering på 33. Pladsen hvor Sony Music Denmark fik øjnene op for Volkan. Han skrev pladekontrakt med Sony Music Entertainment d. 12 juli 2016.
I december 2016 udgav Ham VolKan singlen "Flyva".
"Bimmer Ella Benza" fik en guld certificering d. 21 februar 2017 med mere end 5.000.000 streaminger.
Den 30. juni 2017 udgav Ham VolKan singlen "Arrivederci".

## Diskografi

### Singler
| År   | Titel                         | Højeste placering | Certificering |
| År   | Titel                         | Danmark           | Certificering |
| ---- | ----------------------------- | ----------------- | ------------- |
| 2014 | "Begravelse" (Ordet På Gaden) | —                 |               |
| 2015 | "Big & Pac"                   | —                 |               |
| 2016 | "Overhovedet"                 | —                 |               |
| 2016 | "Bimmer Ella Benza"           | 33                | - Guld        |
| 2016 | "Flyva"                       | —                 |               |
| 2017 | "Arrivederci"                 | —                 |               |

### Featurings
- Edon - "Hold Dig Væk" (feat. Ham VolKan) (2016)
- RH - "Forbandet Generation" (feat. Skinny Skinz & Ham VolKan) (2016)